# ヘッドフォン
ヘッドフォンまたはヘッドホン（英: headphone（s））、イヤフォンまたはイヤホン（英: earphone（s））は、再生装置や受信機から出力された電気信号を、耳（鼓膜）に近接した発音体（スピーカーなど）を用いて音波（可聴音）に変換する電気音響変換器を組み合わせた機器。

## 概説
一般的にはヘッドフォン（ヘッドホン）とイヤホンに全世界共通の明確な区分があるわけではなく、両者は連続しているが、技術上の基準では区分が設けられている。
据え置き型のステレオスピーカーと比較して、空間表現には劣るものの、外来ノイズや部屋の反響音を排除できる利点がある。従って、ヘッドフォンではノイズや歪みが少ない再生が可能である。

### ヘッドフォンの多様性
オーディオ系の常として、製品ごとにデザイン・性能・品質・表現性に大きく差がある。これは、用途に応じて設計を変えているからである。主に、業務用の基準器として使うモニター用ヘッドフォンと、家庭で音楽を楽しむためのリスニング用ヘッドフォンに大別される。用途がある程度統一され、装飾を廃した質実剛健な作りをしており、スペック通りの性能・耐久性が厳格に保証されたモニター用ヘッドフォンだけをとっても、「スタジオモニター用」「マイナスワン用」「ロケ用」それぞれに合わせた製品があり、リスニング用となると、想定される好みに応じて、各メーカー独自にあらゆる方式で設計がなされている。具体的には、駆動方式にダイナミック型やコンデンサー（静電）型やバランスドアーマチュア型など様々な方式があり、駆動方式が同じであっても形状や材質は各メーカーで大きく異なるということである。製品数もリスニング用の方が圧倒的に多く、多種多様なデザインのものが存在する。音質の傾向として、モニター用ヘッドフォンはフラットな周波数特性を持ち解像度も高く、入力信号に忠実な傾向があるが、細かい粗まで容赦なく突きつけるシビアさがあり、本来の性能を活かすためには高性能な再生機材も必要になる。反対にリスニング用ヘッドフォンはそれなりの再生機材でも完成された音楽を聴きやすく耳に届けられるようにするための調整が行われているが、入力信号に忠実ではなくなる傾向にある（意図的に音を歪めているとも受け取れてしまい性能保証も甘いため業務用には適さない）。入力信号を高精度に音に変換した結果実現される高い解像度の音や、アーティストやエンジニアが業務で厳しく向き合って聴いている音が聴きたいなどの理由で、リスニング用に敢えてモニター用ヘッドフォンを選ぶユーザーも居り、実際の使い分けはそれほど厳密に行われていない。但し、使い分け以前に、リスニング用ヘッドフォンの方が遥かに普及しており、一般の電器店では販売されないモニター用ヘッドフォンの存在自体を知らない者は多い。身に着ける道具である関係上、ファッションアイテムとしても重要視されており、リスニング用においてカジュアルな色使いあるいは大人向けの高級感のあるヘッドフォンが多数発売されている。ファッション性に比重を置いたヘッドフォンの性能は純粋なリスニング用と比較して劣る傾向にある。ヘッドフォン全体の推移としては、時代が進むにつれてCD対応（可聴帯域のみ再生）からハイレゾ対応（非可聴帯域も再生）へと進化しており、高級機では再生周波数帯域の上限が100kHz超えを果たすなどといった異次元の性能を実現している。但し、安価なヘッドフォンは依然としてCD対応に留まっている。

### ヘッドフォン再生で生じる空間表現の違和感
据え置き型のステレオスピーカーとヘッドフォンを比較すると、ヘッドフォンでは頭内定位であることや、音の空間伝播によるクロストークが無いという大きな違いがある。ヘッドフォン特有の頭内定位は聴き疲れに直結するため全く好ましくない現象である。また、ステレオスピーカーの再生音は、左・右の音が空間を伝播する過程で相互に混ざり合って聴取される（この現象をクロストークと呼ぶ）が、ヘッドフォンの再生音については左・右の耳の側にスピーカーが配置される関係でクロストークが極めて少ないため、左の音と右の音が殆ど完全に分離した状態で聴取されることになる。一般的なステレオ音源は音の空間伝播によるクロストークを生じるステレオスピーカー（厳密には音楽スタジオのモニタースピーカーの配置）を基準として制作されているため、クロストークが極めて少ないヘッドフォンを何も工夫せずに利用した場合は基準とは異なる再生方法となり、左・右の音が極端に分離した不正確な空間表現を感じることになる。この違和感を解消して聴感上の空間表現を正確にする目的で、一般的なステレオ音源で想定されている据え置き型のステレオスピーカーでの再生に近づけるために意図的にクロストークを起こすためのクロスフィード機能を搭載したソフトウェアやオーディオ機器が存在する（有料製品では高度なアルゴリズムを使用した製品があるが、無料で十分な再生品質を担保したWindows向けソフトウェアとしてはFoobar2000におけるMeier Crossfeedコンポーネントが存在する）。但し、バイノーラル録音作品の場合は初めからヘッドフォン再生に最適化して制作されているためクロスフィード機能を使用しない方が正確な空間表現を感じることができる。従って、ヘッドフォンで一般的なステレオ音源を正確に再生するためには、制作時に基準としていた再生環境に合わせて音の調整を行った上で再生する必要がある。

## 技術上の定義
電子情報技術産業規格には次のような定義がある。なお、電子情報技術産業規格、および日本産業規格、一般財団法人テクニカルコミュニケーター協会では「ヘッドホン」及び「イヤホン」表記である。
イヤホン
イヤホンとは「電気信号を音響信号に変換する電気音響変換器で音響的に耳に近接して使用するもの」をいう（電子情報技術産業規格JEITA RC-8140C 3（1））。
ヘッドホン
ヘッドホンとは「1個又は2個のイヤホンとヘッドバンドもしくはチンバンドと組み合わせたもの」をいう（規格3（2））。
ヘッドセット
ヘッドセットとは「装着者の音声を収音するマイクロホンを組み込んだヘッドホン」をいう（規格3（3））。
イヤセット
イヤセットとは「装着者の音声を収音するマイクロホンを組み込んだイヤホン」をいう（規格3（4））。
なお、過去の日本のNHK規格ではイヤフォンとヘッドフォンの区別はされず、ヘッドバンドを有し両耳に当てる形状のものは両耳載頭型イヤフォンとされ、さらにステレオ型、モノラル型として分けられていた。

## 技術上の分類
上の「技術上の定義」で形状の違いによる技術的定義を説明したので、その流れで当節でも、まずは形状の違いによる分類から解説し、つづいて人間の外耳への音の伝え方による分類を解説し、最後に核心部分である#変換器の原理による分類について解説する（なお最後に解説する変換器の原理の違いが音質に一番影響しており、実は最重要な違いである）。

### 全体形状による分類

#### 耳覆い型（ヘッドバンド型〜軽量オープンエア）
耳覆い形は大きく耳を覆い込む形状で装着時には十分な空洞ができるもの。
| ヘッドバンド型かつ密閉型の例。通常は「密閉型ヘッドフォン」などと呼ぶ。（オーディオテクニカ ATH-A500） |  | ヘッドバンド型。空洞はさほど無いタイプ。 |
| ヘッドバンド型かつ密閉型の例。通常は「密閉型ヘッドフォン」などと呼ぶ。（オーディオテクニカ ATH-A500） |  | ヘッドバンド型。空洞はさほど無いタイプ。 |

- ヘッドバンド型

ヘッドバンドを頭の上に乗せるものである。「オーバーヘッド型」とも呼ばれる。1970年代までヘッドホンの装着スタイルはヘッドバンドの形態に限られていた。耳に良く密着し、密閉型では音漏れしにくいものが多い。しかし、持ち運ぶときにかさ張る、髪型が乱れるなどの理由で敬遠されやすい。折り畳み型もある。
- 軽量オープンエア

1979年に発売された非常に軽量な機種で戸外に音楽を持ち出す文化を生み出すきっかけとなった。

#### イントラコンカ型（インイヤー型、インナーイヤー型）

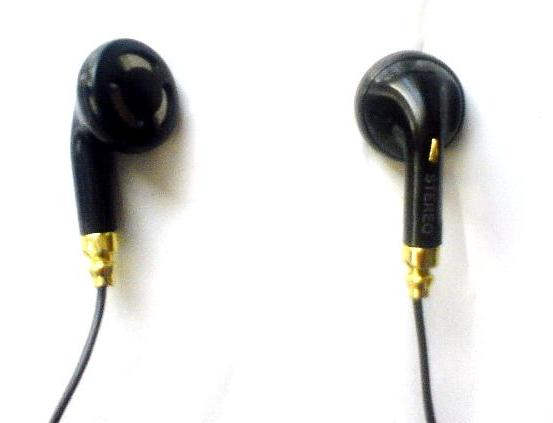
インイヤー型

イントラコンカ形は耳甲介腔にはめて使用するもので、音響出力孔が外耳道近くになるように設計されたもの。耳甲介腔に収まるサイズのものは1982年に開発されインイヤー型などともいい後にヘッドホン市場の大半を占めるほど一般的に普及した。

#### スープラコンカ型
スープラコンカ形は耳甲介腔の周辺にある隆起に載せて使用するように設計されたもの。

#### 耳載せ型（ネックバンド型）

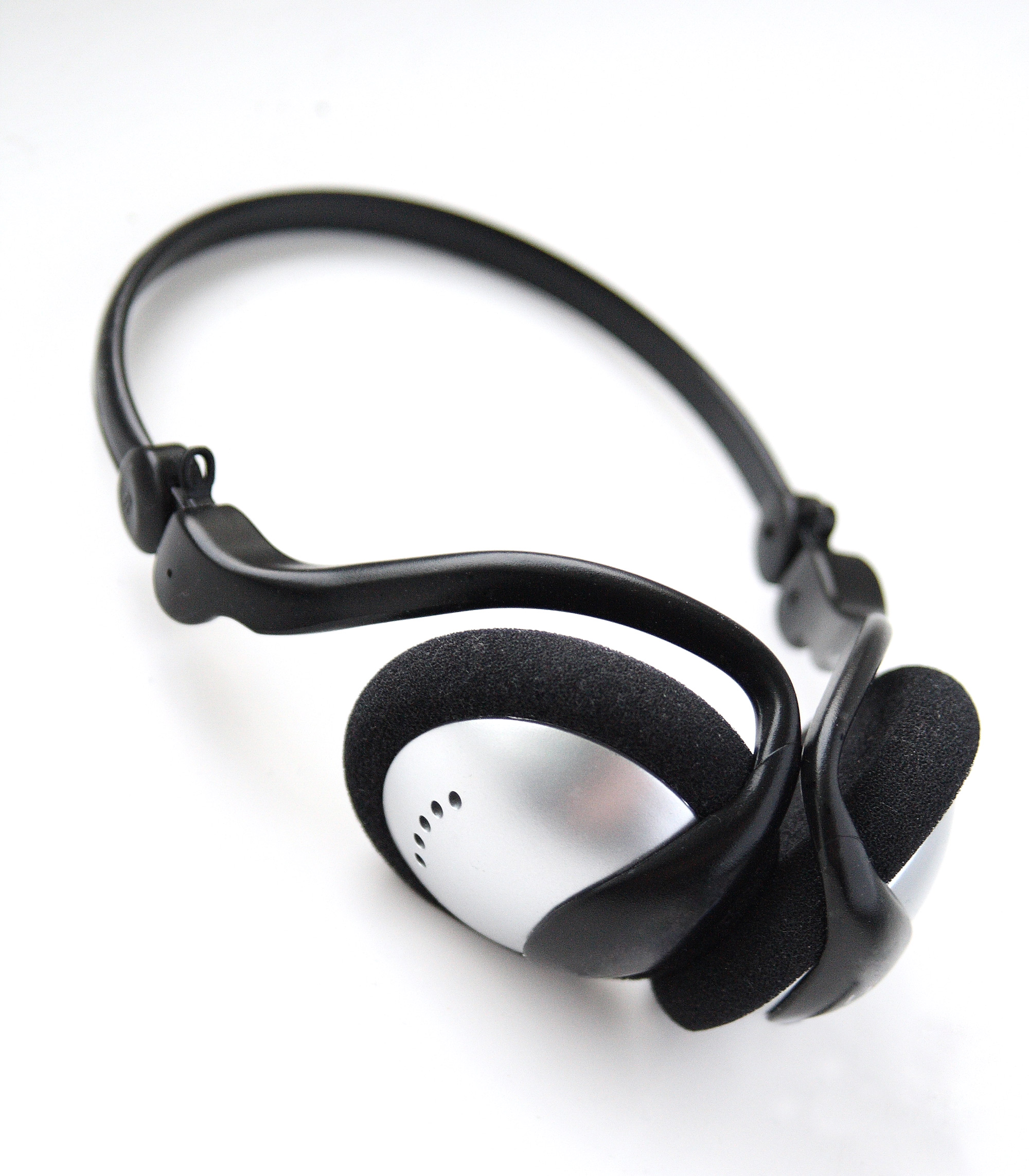
ネックバンド型

耳載せ形は耳の外側に置き耳朶に載せて用いるもの。1997年に発売され通称はネックバンド型という（ソニーから1997年に発売された MDR-G61で初めて採用）。通常は頭上にあるヘッドバンドが首の後ろ側に位置している方式。ゼンハイザーもこの方式のヘッドフォンを販売している。
長所はヘッドバンドが頭部を押さえないため、装着しても髪型の崩れを気にする必要がなく、帽子をかぶることもできる。運動中にも邪魔にならない。短所はヘッドフォン本体の脱落を防ぐために装着した時の締め付け具合が強く、またマフラーやフード付きの衣服を着用している場合には内側からネックバンドに干渉して邪魔になる場合がある。

#### 耳介掛け型（耳掛け形、イヤハンガー形、クリップ型）

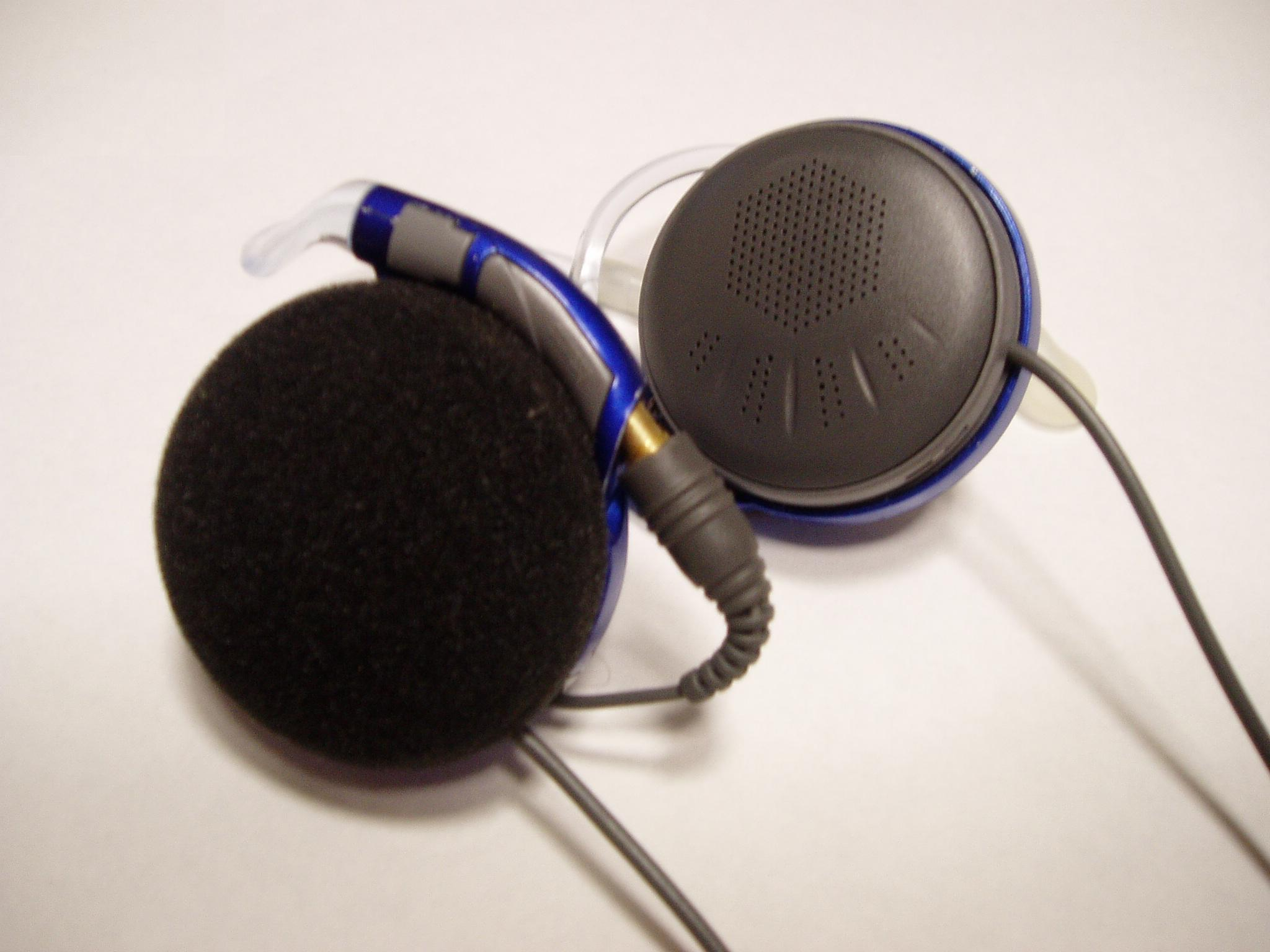
耳掛け型・クリップ型

耳介掛け形は耳に掛けて使用するように設計されたもの。イヤハンガー形ともいう。コードをハウジング内に収納するモデルもあり、インナーイヤー型と比較して振動板面積が大きく取れる割りに非常にコンパクトで携帯に便利である。しかし耳輪に引っ掛けるため耳甲介腔に密着しにくく、音漏れしやすい。長時間使用すると耳介に痛みが出ることもある。パステルカラーのものやメッキのアクセントの入っているものなど、ファッション性を重視した製品も多い。

#### 挿入型（カナル型）

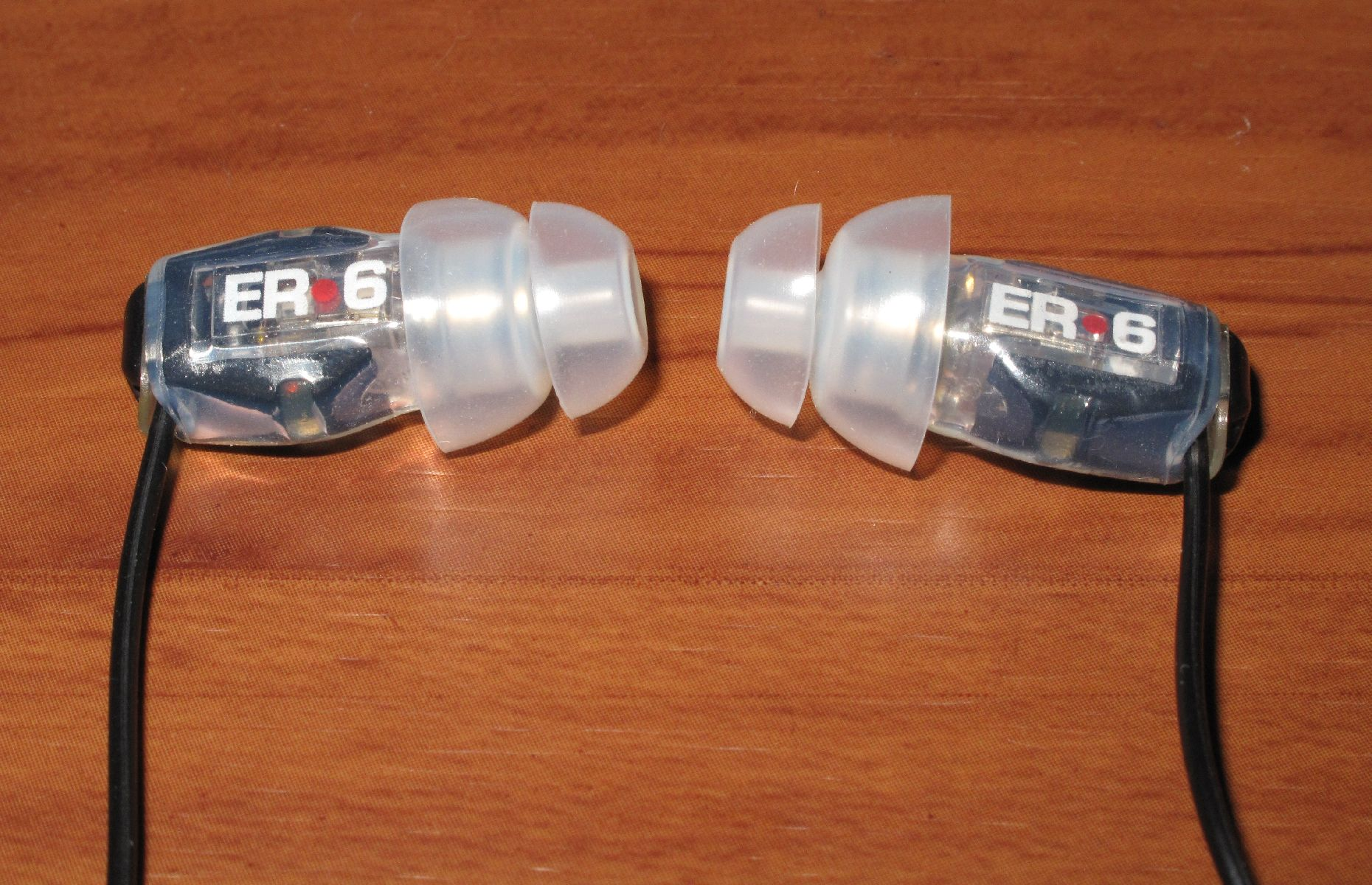
カナル型

挿入イヤホンは外耳道（ear canal）に挿入して用いるもの。1999年に発売された耳孔挿入式のものは通称カナルインナー型（カナル型）という。カナルインナー型（カナル型）は2002年頃から主流となった。
構造上密閉型が多く、遮音性能が比較的良好なため、騒音のやや大きい場所でも音楽等を楽しめる。耳に合うかどうかは個人差があり、音質や装着感などにも大きく影響する。そのため外耳道挿入部が着脱式部品（イヤーピース）となっており、大きさの異なる複数の部品が付属する製品が多い。外耳道に挿入する部分がゴム製で摩擦が大きいものは、耳からヘッドフォンがインナーイヤー型より抜けにくくなっている。外部からの遮音性が高い反面、製品や個人差によっては、自分の鼻息、歩いたときの振動、あるいはコードの擦れ音など身体の音が顕著に増幅されてしまう欠点があり、コードの擦れ音対策がなされている製品もある。近年各メーカーから相次いで販売されるようになった。また、人によっては口の開け閉めによる顎関節の動きにより密閉具合が絶えず変動するため、喋りながら使うと音量に不快な揺らぎが生じる場合がある。そのため特にスマートフォンなどハンズフリー等で用いる場合や、音楽を聴きながら歌う場合など、非常に聞き取りにくいケースや音酔いして気分が悪くなる場合がある。遮音性が高く外界の音が極端に聞こえづらいため、自動車などの接近に気付きにくく、使用者本人を危険に陥れる可能性も指摘されている。

#### チューブ型
アコースティック・チューブとも呼ばれる。聴診器や伝声管の仕組みを応用したもので、ドライバ機構から中空の管を通じて耳孔へ音を伝える。軽量・安価で使い捨てできることから平成初期頃まで旅客機の乗客に機内放送サービス視聴用に配布されるイヤホンにも用いられていた。音が外部環境の影響を受けやすい問題から音楽鑑賞用としては廃れたが、露出部分を小さく、透明のチューブを使用して目立たない作りにできるためシークレットサービスやTVリポーター等で使用が続いている。近年では高性能小型化が進んだヘッドフォンの機構を流用し、襟元あたりに留めたドライバから耳へチューブをつなぐデザインの製品も多い。

### 外耳道との音響的接合法による分類
外耳道との音響的接合では開放形と密閉形に分類される。ヘッドホンの構造は逆相音処理の原理的方法の違いから大きく2つに分けられ、それぞれ次のような特徴がある。
開放型（オープンエアー）

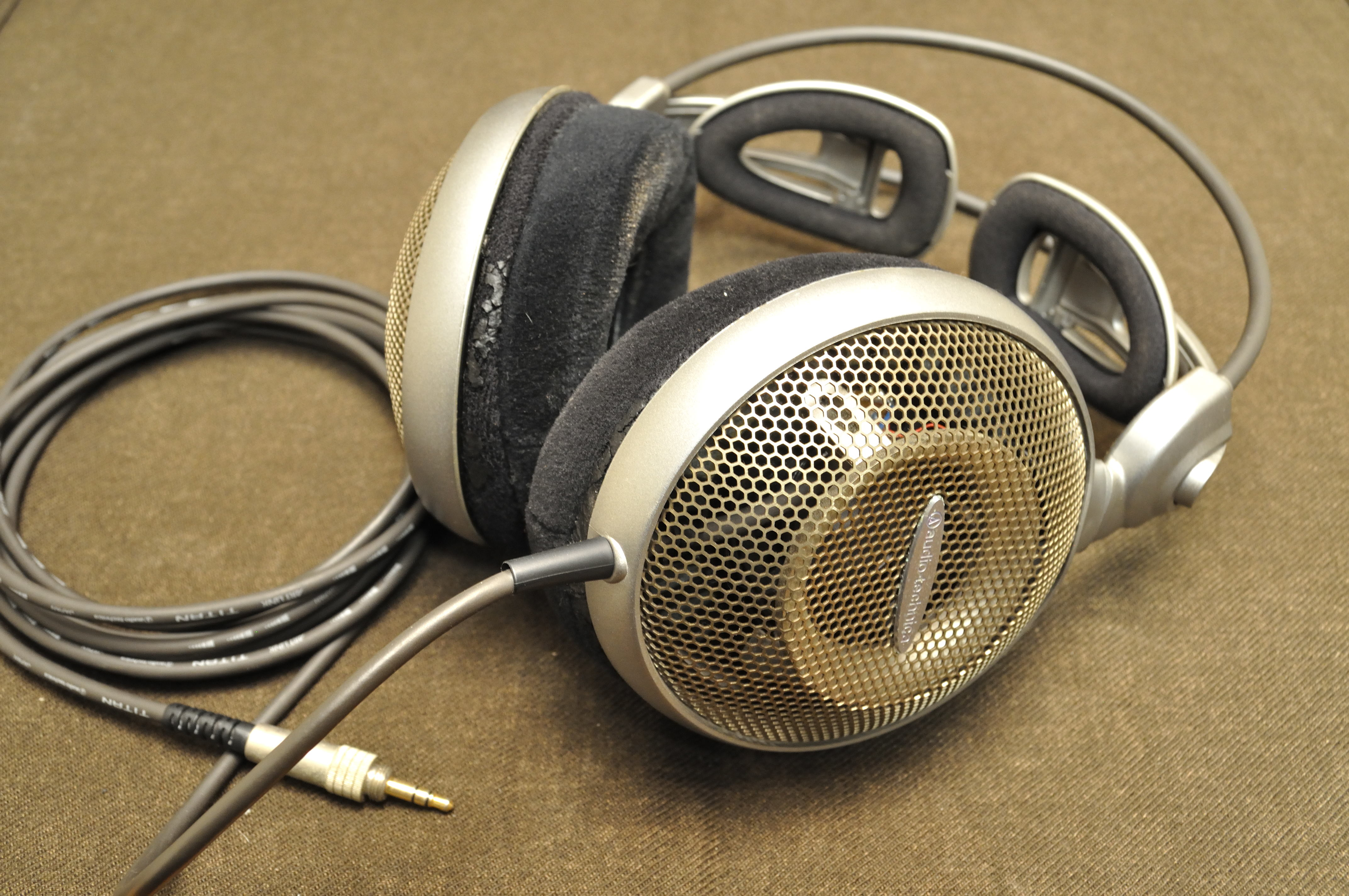
開放型ヘッドフォン（オーディオテクニカ製）

発音部分の背面が開放されているもの。振動板の裏側から発生する、180°位相反転した音波（逆相音）を無限に広い空間に拡散させて処理するタイプのものである。いわゆるスピーカーボックス（エンクロージャー）で言えば、後面開放（ダイポール）型である。外音を遮断するものは、原理的に薄い振動板1枚だけであるため、外音が良く聞こえる。一般に高音が良く伸び音がこもらない反面、低音はやや弱い。これは低音の逆相音が高音のそれと比べてよく回折するため、表側により多く回り込み、低音の正相音をより強く打ち消してしまうためである。はっきりとした強い低音を得るためには、イヤパッドなど発音部分の表裏を分ける部分の遮音性を特に高める必要がある。また、音漏れが大きいのも難点である。
密閉型（クローズド）

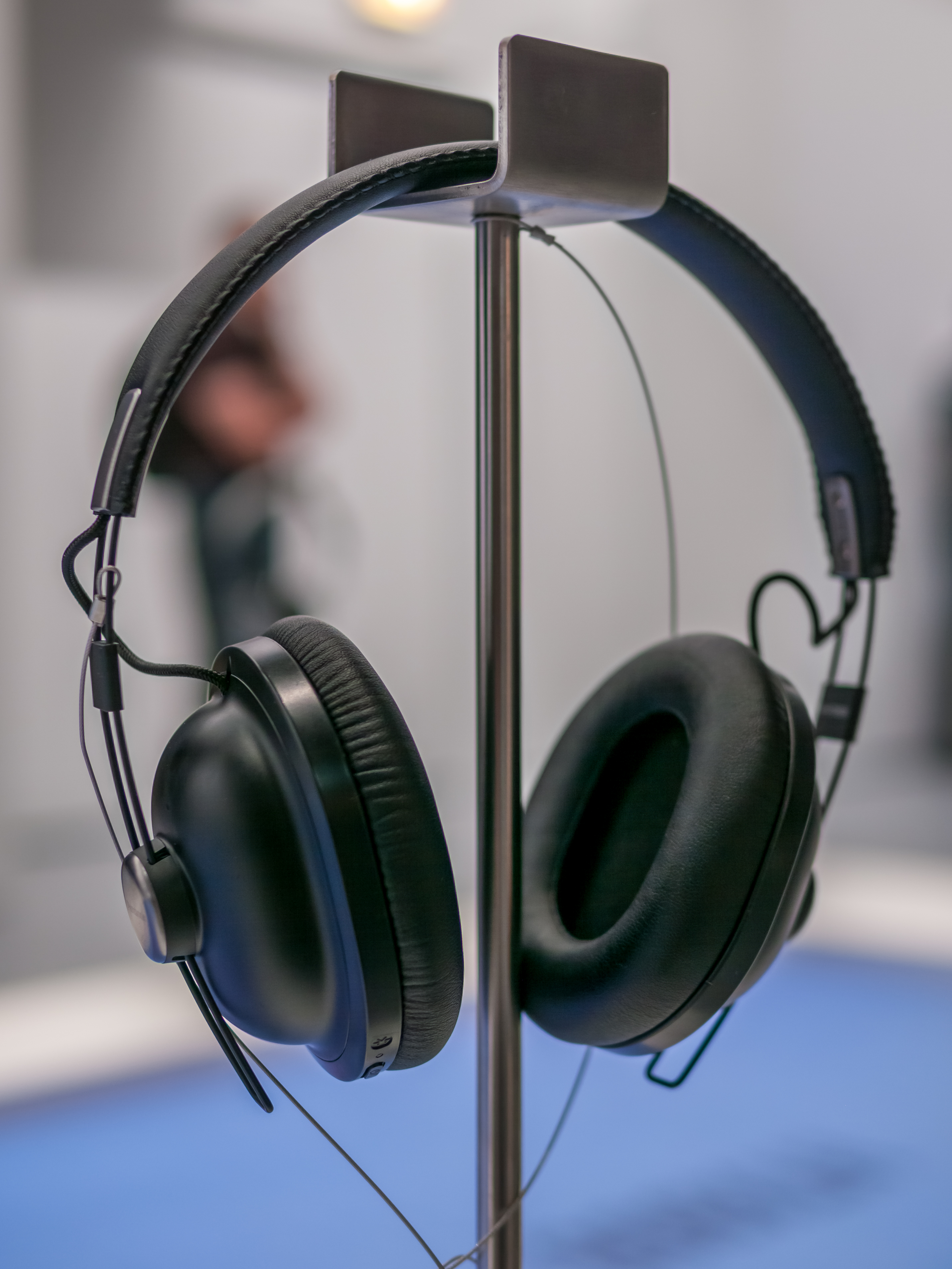
密閉型ヘッドフォン（パナソニック製）

発音部分の背面を密閉したもの。振動板の裏側から発生する逆相音を内部で減衰消滅させるタイプのものである。いわゆるスピーカーボックス（エンクロージャー）で言えば、密閉型もしくはバスレフ型である。スピーカーとは違い、ヘッドフォンでは、背面の容積（空間）を十分とすることができないことから、発音器が非力な場合、振動板の動きが制限され、低音の少ない詰まった音（こもった音）になりやすい。このことからダイナミック型では、発音器に強力なマグネットを使用する、あるいはバスレフ型として対応する。遮音性が高いため、外部の音を遮断することを重視する場合には好んで用いられる。ヘッドフォン自体の音もよく遮断することから、公共の場で利用するヘッドホンに用いられるほか、（マイクロフォンとヘッドフォンが接近するため不要なモニタ音が収音されがちな）ヴォーカル録音等のモニタにも愛用される。
聴力測定用ヘッドフォンのように理想的に作れば、開放型も密閉型も「同じ音」になる。一般に言われる「音の傾向」は、意図的に作られているものである。例えばゼンハイザーの開放型ヘッドホンは低音が強調され、オーディオテクニカの密閉型ヘッドホンは高音が強調されて鳴る傾向があるが、これは各メーカーの考えの違い、すなわち各メーカーの対象としているカスタマーニーズがそれぞれ違うためであることがほとんどである。コンピュータシミュレーションがヘッドフォン設計にも取り入れられるようになって以降、音の傾向はカスタマーニーズに合わせて細かく調整されるようになっている。また、各メーカーの代表的な機種の音だけが取り上げられ、「メーカーのクセ」と思われていることが多いが、実際には、同じメーカーのものでも、機種によって音が全く違うことがほとんどで、多くの場合、実聴しないと音の傾向はわからない。また遮音性・音漏れについても密閉型だから高いとは必ずしも言えない。これはその他に例えば「半開放型」のものがあるが、分類上は密閉型とされているといったことがあるためである。

### 変換器の原理による分類
変換器の原理では、圧電形、電磁形、静電形などに分類される。

#### ダイナミック型 （DD型)
ダイナミックスピーカーと同じ構造で、磁石の作る磁界の中で音声電流が流れるコイル（ボイスコイル、voice coil）にローレンツ力が発生し、コイルに取り付けた振動板を振動させる方式である。ダイナミック型は、電流に対するローレンツ力を線形にする設計が可能であり、無電流のときコイルに力が発生せず振動系の支持を柔らかくできるため、低歪と広い再生周波数帯域が両立できる非常に優れた方式である。原理構造上、安価な大量生産向きでもあることから、現在ではヘッドフォンの最も一般的な方式となっている。

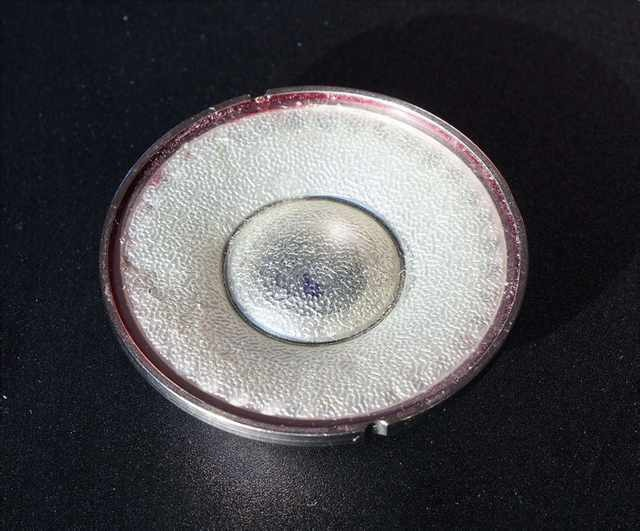
beyerdynamic T1のダイナミックドライバーユニット

世界初のダイナミック型ヘッドフォンは1937年、ドイツのEugen Beyerが作った。現在でもbeyerdynamic社は主要メーカーの一つである。
インピーダンスは16〜70Ω程度のものが一般的であるが、業務用のヘッドフォンでは300Ωや600Ωなども存在する。メーカーの設計思想もあり明確な基準は無いが、おおむね32Ωを超える物が高インピーダンスとされ、ヘッドフォンアンプの中にはスイッチを切り替えることでヘッドフォンのインピーダンスに合わせて内蔵したアッテネーターに接続する製品も存在する。
インピーダンスが高いほど、機器を変えずに同じボリュームでも、実際に出力される音量が小さくなっていく傾向にある。そのためポータブル向けのものは64Ω程度までの低インピーダンスのものが一般的である。高インピーダンスのヘッドフォンはアンプやケーブルなど接続した機器による外的影響を受けにくいものの、低出力のポータブル機器では駆動力不足によりヘッドフォン本来の能力を発揮できない場合がある。なお、ヘッドフォンのインピーダンスはIECの規定で、1（kHz）の交流印加時のものを示すものとされており、典型的なダイナミック型であれば、R+jXであるから、これよりも低い周波数では低く（例えば直流を加えた場合には純抵抗成分Rのみになる）高い周波数では高くなる。

#### マグネチック型
磁石に取り付けた固定コイルに電流を流し、磁石の吸引力を変化させて振動板を兼ねる鉄片を振動させる方式。吸引力が非線形なため歪が出やすく、鉄片が磁石に吸着してしまわないように振動系を固く支持する必要があるため、周波数帯域が狭くなるという原理上の欠点がある。
最も簡便であり、音質も音声情報を認識する最低限のものであるためヘッドフォンとは区別されることも多い。一般に片耳モノラルイヤホンであり、その場合は丸みを帯びた開口部を外耳道に数ミリ挿入する。外耳道の入口で支持するだけのため脱落しやすい。

#### バランスド・アーマチュア型 (BA型)

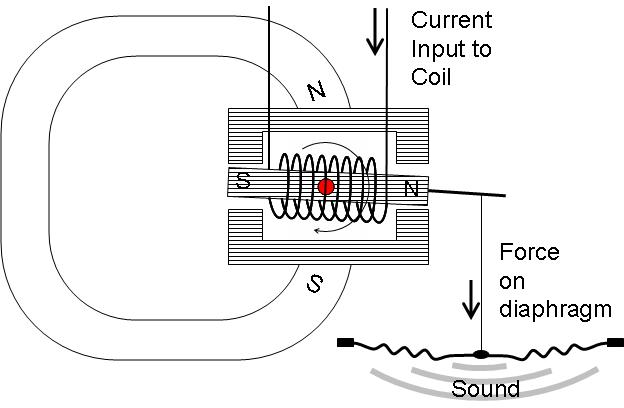
バランスド・アーマチュア型の原理
コイルでアーマチュア（電機子）を振動させ、ドライブロッドを経て振動板を振動させる

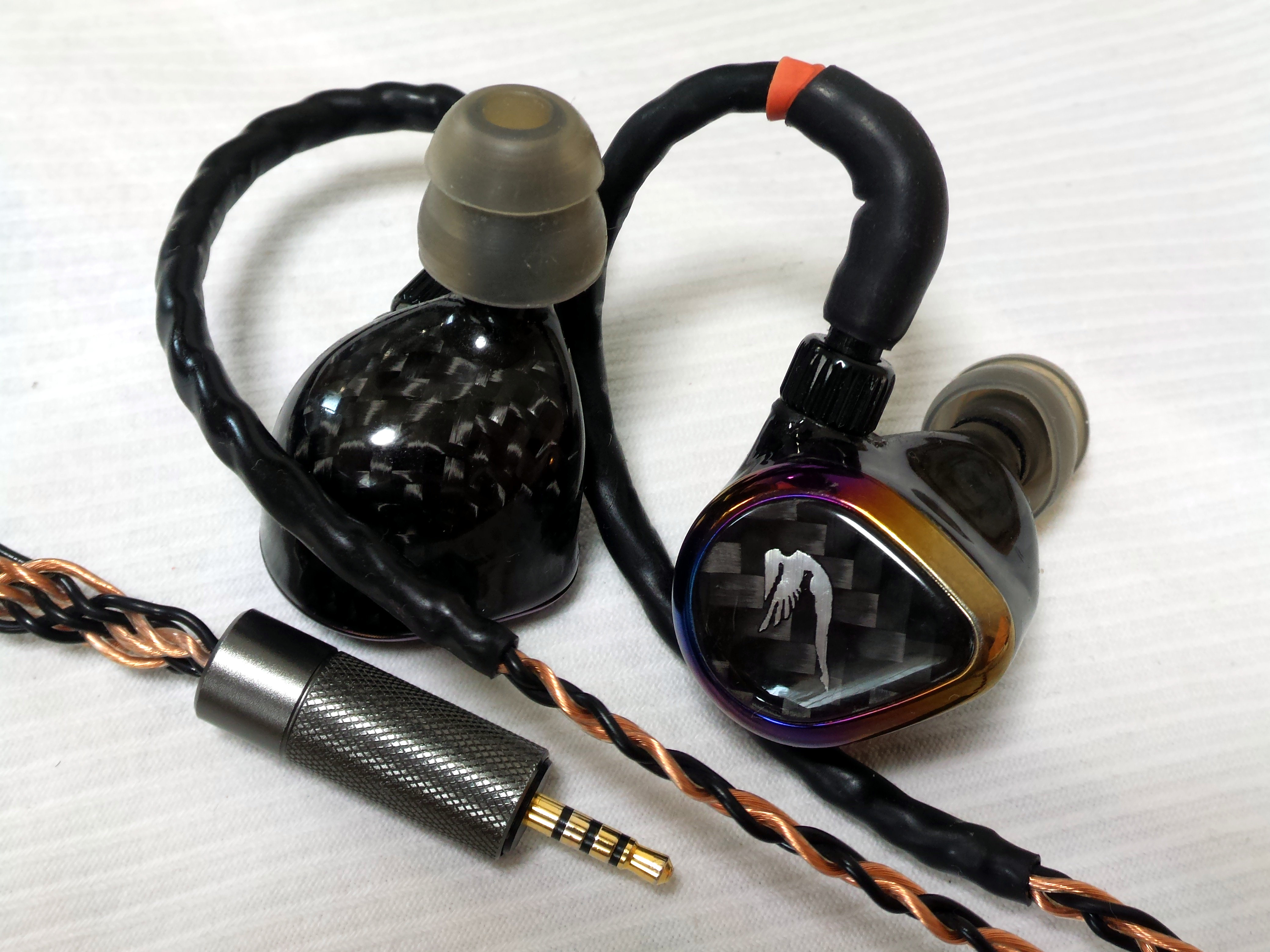
JH Audio製バランスド・アーマチュア型IEMの上級モデル
高域用4つ、中域用4つ、低域用4つの（片側）合計12ドライバーを搭載する。

マグネチック型とほぼ同じだが、マグネチック型が鉄片を直接振動板として用いるのに対して、こちらは鉄片（アーマチュア、電機子）の振動を細い棒（ドライブロッド）で振動板に伝えて振動させる点が異なる。ダイナミックスピーカーが普及するまでテレビやラジオの個別聴取のために使用されてきたマグネチックスピーカーとよく似た構造となっている。
ダイナミック型と比較すると、吸引力が非線形なため歪が出やすく、鉄片が磁石に吸着してしまわないように振動系を固く支持する必要があるため、周波数帯域が狭くなるという原理上の欠点がある。しかし、ダイナミック型より小型化が容易なことから、音質よりも小型化が要求される外耳道挿入型補聴器等によく用いられている。
インイヤーモニターの高級タイプでは、低域用・中域用・高域用など帯域ごとに専用ドライバーに分けて、周波数帯域が狭いなどの原理上の欠点をある程度改善した製品が開発されている。

#### 静電型

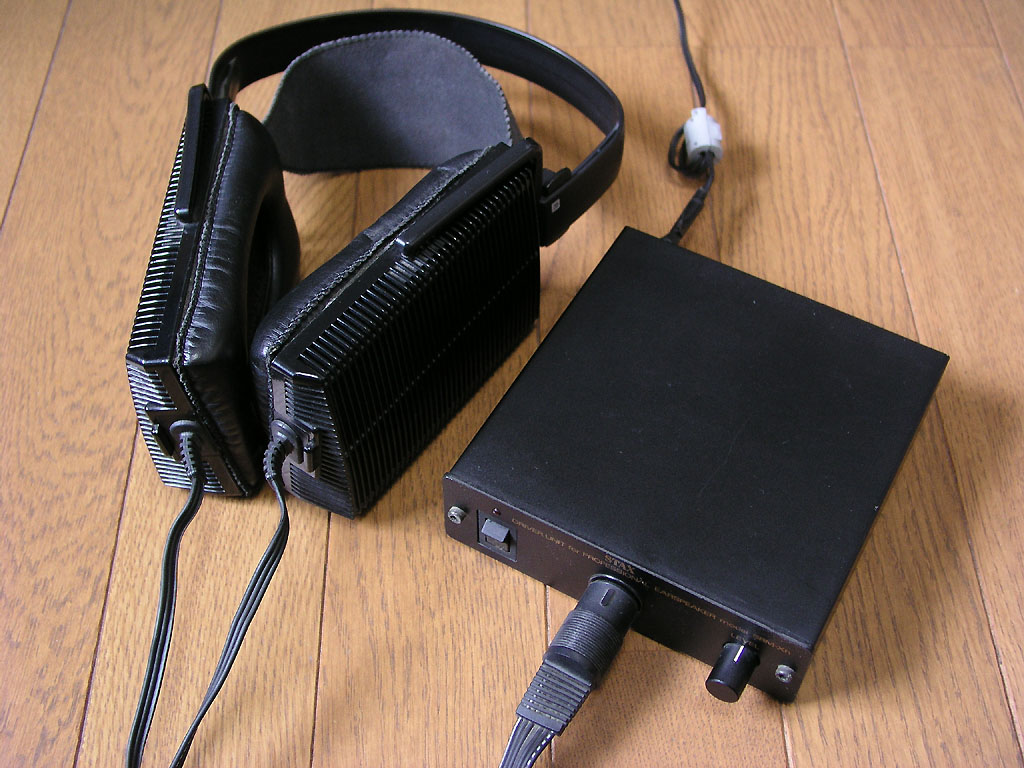
スタックス製のイヤースピーカーの廉価モデル。右側の箱は駆動用のアンプ

コンデンサ型またはエレクトロスタティック型とも呼ぶ。背極（ステーター）のごく近傍に薄い導体の膜（振動膜）をおく。振動膜に直流電圧（バイアス電圧）をかけ、背極に音声の交流電圧をかけると静電力の変化によって振動膜が振動する。通常は背極を2枚用意し、その間に振動膜を置く（プッシュプル方式）。背極には空気を流通させる穴をあける。電圧に対して線形な静電力が振動膜の全面にほぼ均一に発生するため、低歪でしかも周波数特性に有害な分割振動が起こりにくいという特長がある。静電型は高い電圧を必要とし、抵抗負荷ではないため専用のアンプが必要である。
最初に製品化したスタックスは、静電型ヘッドフォンと専用ヘッドフォンアンプの製造に特化した企業である（同社ではイヤースピーカーと表記）。

#### 圧電型
薄い圧電体を2枚の金属板で挟み、これに音声電圧を加えることによって圧電効果（ピエゾ効果）による振動を発生させる方式である。インピーダンスが高過ぎて通常のアンプとは合わないため、動作させるためには専用機器を使う必要がある。歪や再生周波数帯域の点でダイナミック型に劣るため、2021年現在、生産しているメーカーはラディウス（ドブルベ）のみである。圧電体がロッシェル塩であればクリスタル型、圧電セラミックであればセラミック型となる。

#### クリスタル型

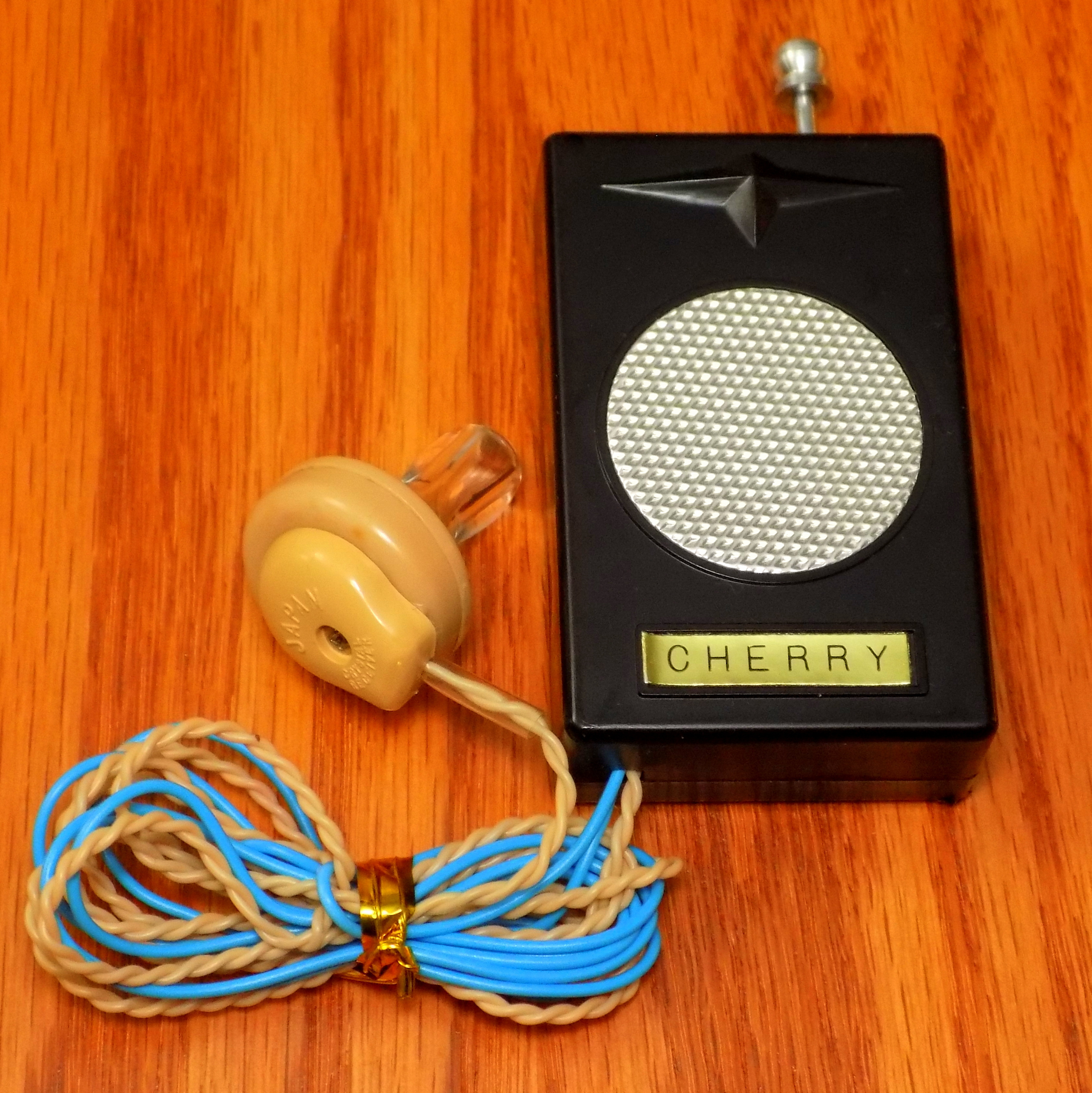
クリスタル型のイヤホン

そもそもは、ロッシェル塩の逆圧電効果を利用したものである。ロッシェル塩は正圧電効果のある物質であり、クリスタルイヤホンはそのままでクリスタルマイクにもなる。ロッシェル塩は電場により伸縮する。このことから高い入力インピーダンスとし、微弱な電力で音を発生させることができるため、初期の鉱石ラジオなどでは必須のイヤホンであった。近年まで学習教材用などとして製造されていたが、ロッシェル塩には潮解性があり、耐久性に難があることから、近年は「クリスタル（イヤホン）」と謳っていてもセラミック型とされているものがほとんどである。2021年現在、ロッシェル塩を用いたイヤホン、マイクを製造しているメーカーはない。

#### セラミック型
圧電素子としてチタン酸バリウム BaTiO3 などの小さな結晶粒を焼結したもの「セラミック」を使用する。圧電セラミックに薄い金属板を貼り合わせた構造になっており、 金属板も圧電セラミックの伸び縮みに合わせて振動することで音を鳴らしている。

## 音響機器との接続

### 有線方式
ヘッドフォンは、通常フォーンプラグ（とフォーンジャック）（コネクタの一種）を用いて音響機器と接続できるようになっている。たとえばウォークマンやiPodなどのデジタルオーディオプレーヤーやメディアプレーヤー、携帯電話・スマートフォン、CDプレーヤー、パソコン、コンポーネントステレオである。
接続端子は、据え置き型のコンポーネントステレオの場合は、もともとはもっぱら直径6.3mmのステレオプラグ（コネクタ）が用いられていたが、その後に登場したポータブルオーディオや小型ステレオ機器への接続では、3.5mmのステレオミニプラグ（コネクタ）が用いられることが多く、なかにはさらに小型の専用端子などが用いられる例も一部にある。またミニプラグ・標準プラグの両方に対応させるため、ヘッドフォンに最初から変換プラグが付属しているものも多い。通常のアンバランス接続の他にも、バランス接続に対応しているヘッドフォンもあり、バランス接続に対応するアンプに接続することで数段上の音質を実現することができる。
なお、有線方式のヘッドフォンの一部に、D/Aコンバータを内蔵しデジタル端子（デジタルオーディオケーブル）で接続可能なものもある。DVDプレーヤーなどからアンプを介さず再生する他、パソコンのサウンドカードあるいはオンボードのデジタル端子に接続したり、パソコンのUSB端子やiPhoneのライトニング端子に接続する製品がある。

### 無線方式

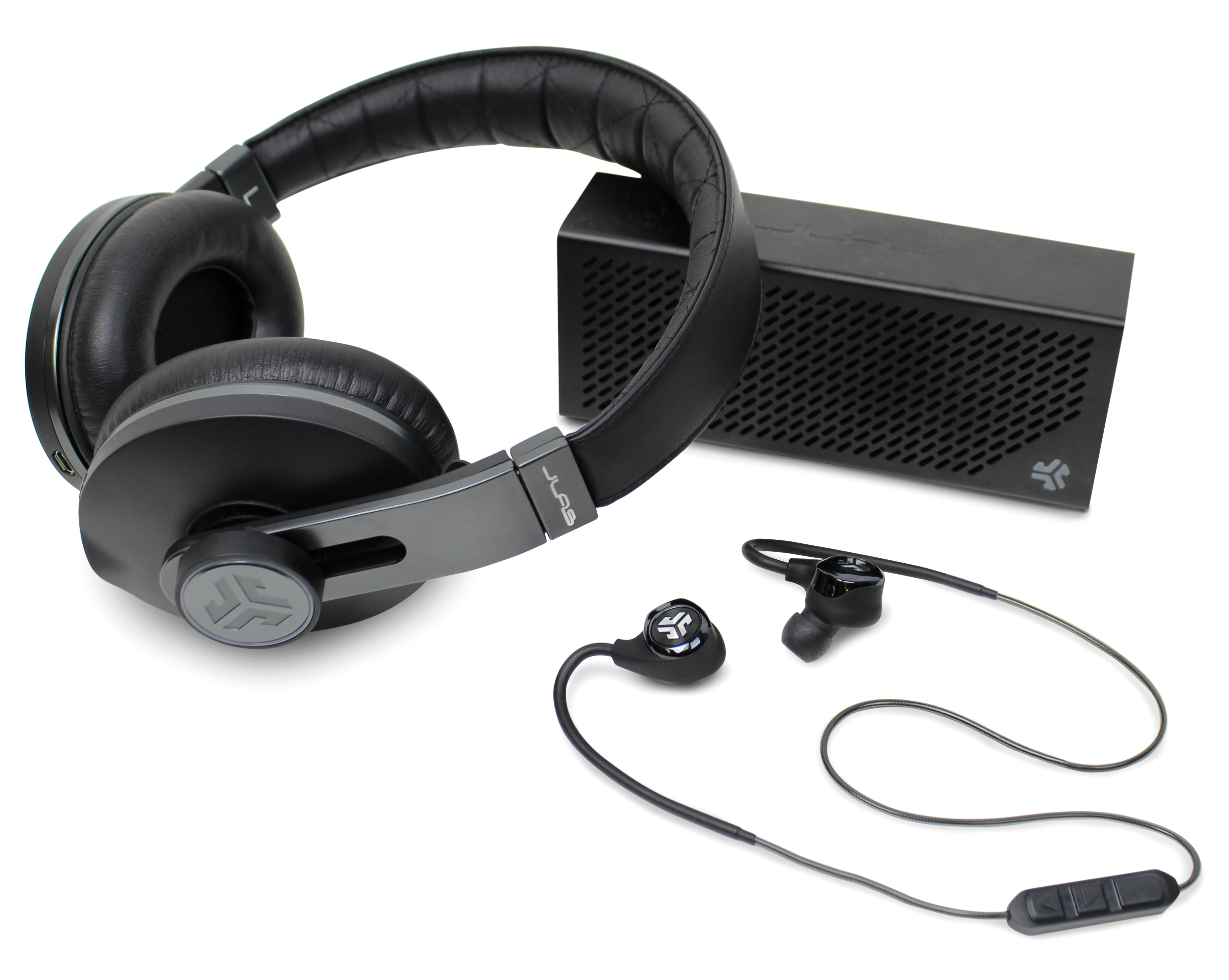
無線式ヘッドフォンと中継器型の無線式イヤホン（左右一体型）

2018年現在では、ケーブルでつながっていたヘッドフォン（聴取者側）と音響機器を物理的に切り離すために、FM変調でのアナログ伝送、Bluetooth、Wi-Fi、赤外線などの無線通信を用いて、コードレス（ワイヤレス）にしたものもある。このようなタイプは、音声信号復調を行なう電子回路を搭載し、電源供給が必要になるため、ヘッドフォン側に一次電池あるいは二次電池を内蔵することになり、重量あるいは体積が大きくなる傾向がある。

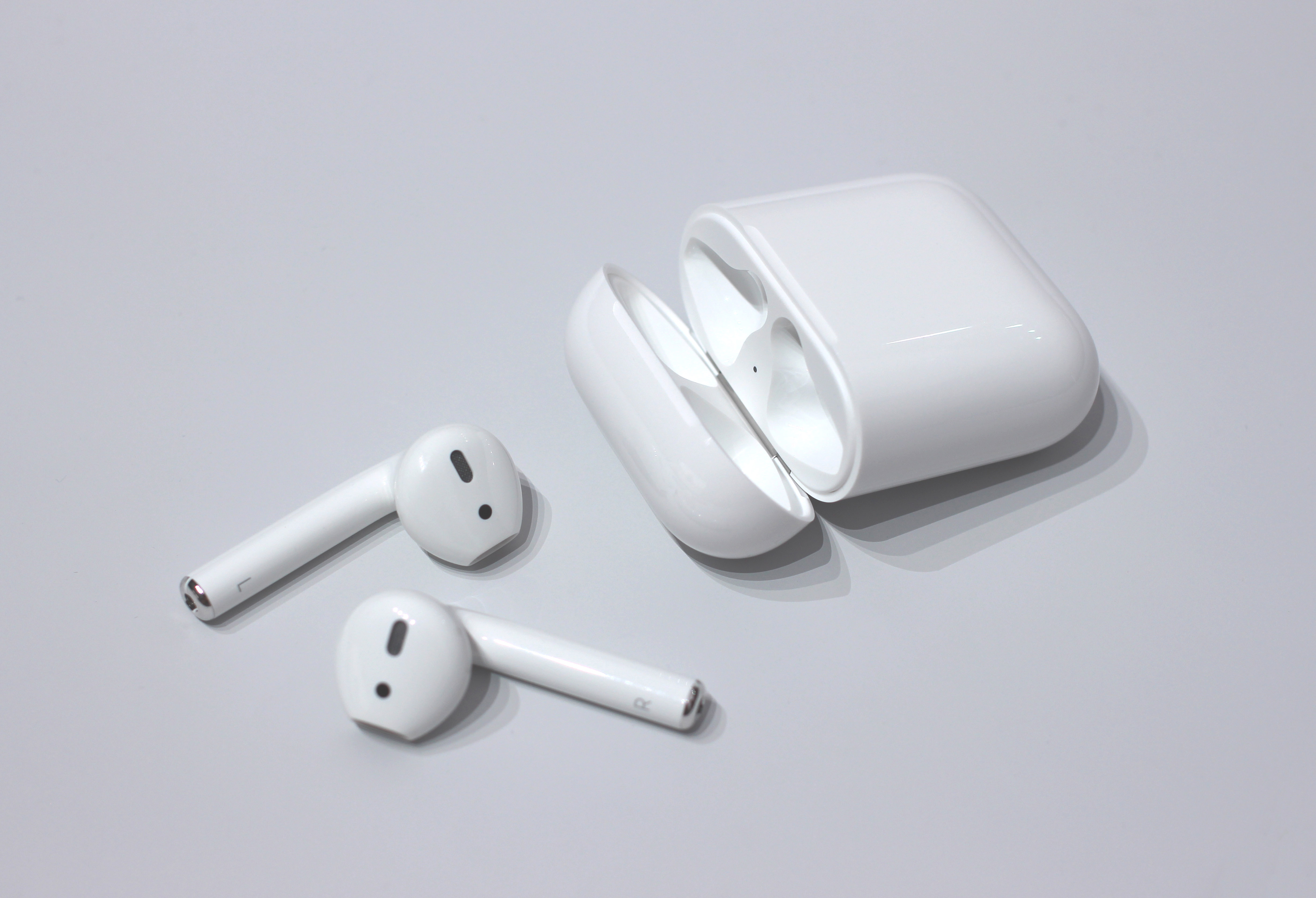
ブルートゥースイヤホン（TWS型）の例。AirPods。これは大容量バッテリーを備えた専用ケースに入れて充電する。

ブルートゥースヘッドフォン（Bluetooth headphones）やブルートゥースイヤホンというのは、再生機器との接続にワイヤー（コード）を用いず無線の一種のBluetoothを用いるものである。ペアリング接続して使う。コードが絡まずスッキリするというメリットがある。
イヤホンの場合、大まかに無線機器及びバッテリーが中継器として独立しており、それらと双方のイヤホンで有線接続されているもの（左右一体型、もしくはネックバンド型）と、イヤホンの内部に無線機器及びバッテリーが内蔵されたもの（完全ワイヤレス（トゥルー・ワイヤレス・ステレオ：TWS））に分かれている。
Bluetoothに対応していない音源機器や有線機器についてはトランスミッターやレシーバーを装着することで、Bluetoothに外付けで対応させることも可能。
反面、無線を利用するため以下のようなデメリットもある
- 電波状況により、混信等で音飛びが発生する[25]。
- 音声圧縮技術を用いており音質面で不利となる。そのため、音質にこだわる人々からは敬遠されてしまっている。ただし、近年においてはソニーのLDACや、クアルコムのaptXなどの高音質を目指したコーデックも開発されている。
- 無線通信の過程でデータ圧縮処理を行うことによる遅延が発生する[26]ため、動画の再生やゲームのプレイ時などに用いると映像と音声にズレが生じることがある。
- 充電する必要がある。
- ワイヤレスイヤホンの場合、紛失しやすい。

## 使用上の注意点

### 難聴の原因となる
ヘッドフォンを大音量で用いると、耳の損傷や難聴を起こすことがある。短期的で済む場合もあるが、1日100dB以上の音をわずか15分以上聞くだけで長期的な難聴になる可能性がかなり高くなる、と言われている。ヘッドフォンが原因で起きる難聴をヘッドフォン難聴という（ヘッドフォンで聴いた音量が大きすぎるという意味では「騒音性難聴」ともいう）。耳の最深部の、音波を神経の電気信号に変換する部分である有毛細胞が並んでいる列の一部が破壊されてしまう。有毛細胞は再生はしないため、大音量で聴くことを繰り返すと、有毛細胞の破壊が次第に「蓄積」し、破壊された有毛細胞の数が増える。ヘッドフォン難聴も参照のこと。

### 外部の音が聞こえづらく交通事故などの原因となる
また運転中や運動中などに使用すると、外部の音が遮られ周囲の状況に気づかなくなる可能性がかなり高くなり、交通事故を引き起こしてしまう可能性が高まる。
特にカナル型は形状的には音の出る耳栓なので、外の音声が聞き取りづらくなるという特性があり、事故につながりやすい。
多くの自治体において、運転中はイヤホンやヘッドフォンを装着することは禁止されている

### 外耳道真菌症など
長時間のイヤホンやヘッドホンの使用で外耳道に湿気がこもると耳の中にカビが繁殖する外耳道真菌症（外耳炎の一種）の原因になる。
また、カナル型の場合は特に、イヤーピースの取り付けが緩いと本体を取り外す際にイヤーピースの部分が耳穴に残ってしまうようなものもあり、悪化すると手術で取り出すことにもなる。

### パッドの劣化
耳に当てるパッド部分は、素材となるポリウレタンが発汗や体温の影響で加水分解し、数年のうちにボロボロに劣化する。製品によっては交換用のパッドが市販されているため、劣化の際はパッドを交換するのがよい。

## ステレオスピーカーとの比較
ヘッドフォンとステレオスピーカーを用いた再生体験の違いは、音像の定位とそれによる臨場感である。
そもそもステレオは、ふたつの耳に到達する音の違いを脳が「計算処理」し、音源の位置を特定することのできるヒトの聴覚システムに合わせて考案された再生方式である。
ステレオは幾何学的なもので、すなわち具体的方法はいくつもあるが、例えばある発音体からの音を複数の理想的なマイクロフォンで理想的に収録した後に発音体を撤去、各マイクロフォンと全く同じポジションに今度は理想的なスピーカを置き、収録時と全く同じ音圧で理想的に再生するならば、全く同じ音場を再現することができる。これは全く同じ音によるものであり、後述の疑似ステレオなどのようにヒトの錯覚を利用するものではないことから、各スピーカーからの音はヒトにとって自然な音として認識され、個人差（特に音像ずれ）も少ない。
対してヘッドフォンは発音体が鼓膜のすぐ近くにある、自然にはあり得ない再生方式であり、異質な音、脳内の処理作業として異質であり、音像の定位感とそれによる臨場感は各個人によって大きくばらつく。全く同じ録音素材を全く同じヘッドフォンを用いて聞く場合であっても、スピーカと比較試聴すると、差はないと感じる人もいれば、例えば音がバラバラで聞いていられないと感じてしまう人もいる。
なお前者、ステレオスピーカーを用いた場合に得られる定位を「頭外定位」、ヘッドフォンを用いた場合に得られる定位を「頭内定位」と呼び、通常のステレオ素材は頭外定位、すなわちスピーカーにより聞くことを考えて制作してある。
従ってよくセットされたステレオスピーカーは優れた定位感とそれによる臨場感を再現する。しかしながらセットがよくないとそうはならず、その音質や体験はスピーカーの配置やその周辺環境に大きく左右される。また、リスニングポイントで、収録時と同程度の音圧になるように再生しないと同程度の臨場感は得られないことから、近隣騒音の問題を生じかねず、リスニングルームをどう構築するかの問題がある。また、ステレオスピーカーでしっかりした本格的なもの=理想スピーカに近いものは高価、それだけで100万円を超えることもある。
一方、ヘッドフォンは昔からスピーカーの頭外定位にヘッドフォンの頭内定位を近くし、スピーカーと同様の臨場感が得られるように工夫が重ねられている（後述の新しいタイプのヘッドホンもそうである）が、前述の通り、大きな個人差を吸収することは未だ困難であることから、2014年現在においても実現していない。しかしヘッドフォンは、およそ周囲条件に左右されない汎用的な使用ができること、満足できる音質を比較的安価簡単に入手しやすいことが特長である。
特にレコードなどにある擬似ステレオ音源は、左右の音量を変えるだけで、スピーカーを結ぶ直線上の任意点にあたかも音像が定位しているように聞こえさせる、つまり、ヒトの錯覚を利用したものである。従ってこれにはさらに、機器との距離、部屋の反響などが必要であり、ヘッドフォン再生に向いていないことが多くある。
このようなことから、ヘッドフォンを使用して、ステレオスピーカー再生と同じように実際に近い音場を感じることができるとされる（バイノーラル録音）音源など、あたかもその場にいるかのように聞こえる立体音響なども発表されている。その効果は今のところ限定的ではあるが、一定の人気を博し、森の音などの、いわゆる自然音収録によく用いられるようになっている。

## 新しいヘッドフォン

### サラウンドヘッドフォン
従来のヘッドフォンは一般に音が頭の中でなっているような感覚があるため、映画の鑑賞などでは違和感がある場合もあった。しかし現在ではドルビーなどのサラウンド技術を用いたサラウンドヘッドフォンが開発され、手軽なサラウンド環境として人気を集めている。多くのサラウンドヘッドフォンでは赤外線や電波によるコードレス化も併せて行われていることが多い。ソニーは、1998年に普通のヘッドフォンでも5.1chサラウンドを再現できる最初の5.1chサラウンドヘッドホン MDR-DS5000 を発売している。その後、ドルビー社も同様の機能を持つ「Dolby Headphone」を開発している。なお同技術は5.1chの再生を目的としているため、ステレオ音声の場合はPro Logic IIなどと併用する必要がある。
Quakeやカウンターストライクに代表される、FPSと呼ばれるコンピュータゲームのジャンルでは、ゲーム中の物音から敵の所在や動きの察知が重要である。この点では、安物のヘッドフォンでも6スピーカー・サラウンドシステムより優れている。音の方向性を知るにも小さな音を聞き取るにも、ヘッドフォンはスピーカーより有利である。
また、サラウンドヘッドフォンにはステレオ環境から人間の聴覚の特性を利用してサラウンドを再現するバーチャルサラウンドヘッドフォンと、通常のサラウンドスピーカーと同様に左右にそれぞれ複数のスピーカーを搭載したリアルサラウンドヘッドフォンがある。どちらもヘッドフォン製品そのものの特性やソースとなるゲーム・音楽・映画音源等のマルチチャンネルへの最適化、サウンドデバイス等が持つサラウンドやバーチャルサラウンド機能等よっては、音の定位がステレオヘッドフォンよりもはっきりしないと感じる場合があり、用途や利用環境、使用者によって感想は多種多様となりやすい。前者は本体が軽い反面、USBや外部サラウンドモジュールを必要とする場合がある。後者はスピーカーが多いために重量が増しやすく、各チャンネル用の信号線が必要でケーブルが太いため、ケーブルが固く取り回しがしづらい反面、5.1chや7.1chなどマルチチャンネル出力環境を備えた環境であれば、ヘッドフォン本体のみでオーディオ・パソコン問わず利用できる製品がある。2013年現在、どちらも質や価格に明確な違いはなく、利用環境や用途、各ゲームや映画など音源の組み合わせによって差が出る。

### ノイズキャンセリングヘッドフォン
雑音と逆位相の電気信号を音源信号に適量付加することにより、雑音と逆位相の音を発生させ、騒音をある程度相殺する方式のヘッドフォンである。周囲の騒音を拾うためのマイクロフォンと、騒音信号を増幅するためのアンプを内蔵し、このために電池などを別途必要とする。iPodなどの普及と共に近年人気を集めている。2006年にはパナソニックとソニーのデジタルオーディオプレーヤーの一部にノイズキャンセリングヘッドフォンが標準で添付されるようになった。
ノイズキャンセリングヘッドフォンの騒音低減率はだいたい20dB程度であり、一般の騒音用耳栓の約30〜40dBには遠く及ばない。特に、ノイズキャンセリングヘッドフォンは、高音域の騒音を低減することが原理的に苦手であり、低減はおおむね低音部のみ行われる。このように騒音を完全に相殺できるわけではないが、鉄道や自動車などの車両内における低音騒音にはある程度効果が認められている。騒音相殺アンプを迂回できない機種の場合、充分に静寂な環境では、このアンプの出力に含まれる雑音信号成分（ヒスノイズ）が逆に気になることもある。

### 骨伝導・軟骨伝導方式ヘッドフォン

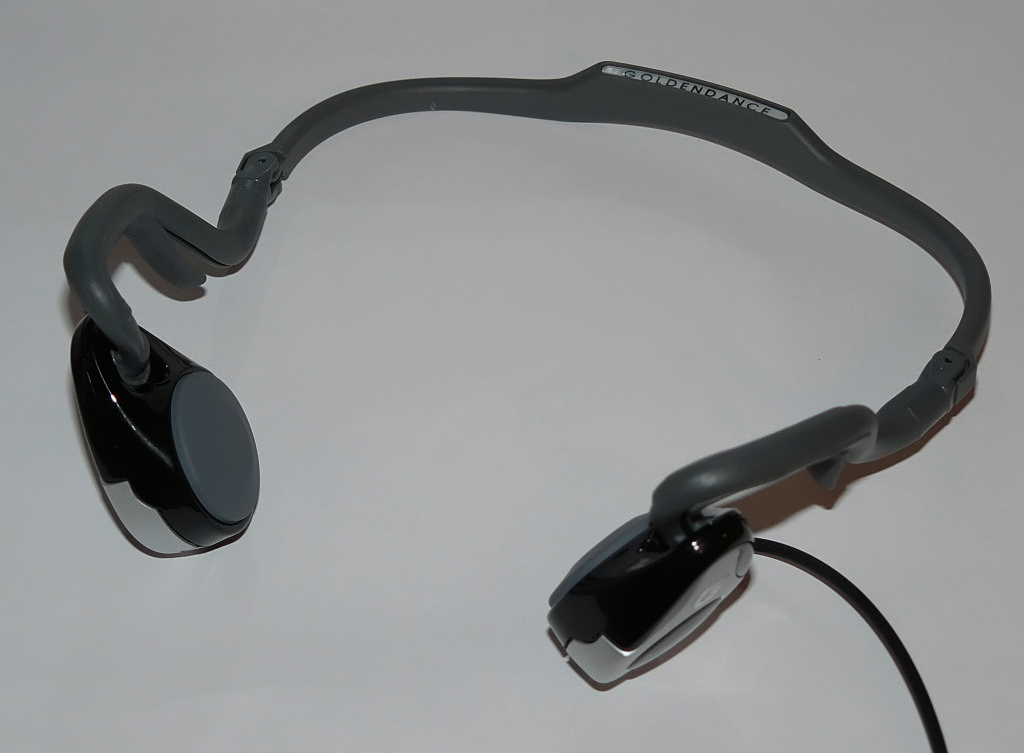
ゴールデンダンス製の骨伝導ヘッドセット「MGD-01」

聴覚の近くの頭蓋骨を振動させることにより、鼓膜を介さずに骨または軟骨を通して蝸牛に響かせることで音楽（または通話、無線通信など）を聴覚神経に伝え、音として認識させる方式のヘッドフォン。
各メーカーは、耳を塞ぐことがないため、周囲の音を耳で聞き取ると同時にヘッドフォンから音楽（または通話）を聞き取ることができるため、外での使用時に安全であること、周囲との会話も自然にできることを訴求している。
また、直接、耳の穴に入れたり、耳を塞ぐことがないため、従来のヘッドフォンと比べると耳への負担が少なく疲労が軽減し、内耳炎などのトラブル、聴覚機能の低下の可能性が低いと紹介されることもある。

## ファッションとしてのヘッドフォン
耳覆い型のヘッドフォンにおいては、単に音楽を聴くための道具としてだけではなくファッションアイテムとして使用されることもある。特に、ファッションアイテムの一つとして積極的に活用している女子、すなわちヘッドホン女子との俗称も登場している。
その理由としては、普通にヘッドフォンを装着しているだけで簡単にオシャレ度をアピール出来ることにある。首からかけてスタイルを強調したり、大きなヘッドフォンを使い、相対的に小顔に見せるという手法もある。
各メーカーにおいても、流行に合わせたデザイン性の高いスタイリッシュなモデルやカラフルなカラーリングのモデルが次々とリリースされている。

## 主要メーカー・ブランド

### 現在

#### 日本
五十音順で並べる。オーディオ事業を主体としているメーカーを記す。
- アシダ音響[34]
- アツデン[35]
- AlphaTheta：2015年3月にパイオニア株式会社から事業分離し、発足。”Pioneer DJ”ブランドで製造・販売。
- NTTソイノリティ：NTTの特許技術「Magic Focus Voice」を使用した製品を「nwm」ブランドで製造・販売している。
- オーディオテクニカ
- 音茶楽[36]
- カナルワークス[37]
- 協和ハーモネット："ZERO AUDIO"ブランドで製造・販売している[38]。
- JVCケンウッド：2011年10月に日本ビクター・ケンウッドなどを吸収合併。合併後も、"JVC"、"KENWOOD"、"Victor"の旧社名に由来するブランドを使用して製品展開している。
- 城下工業：大手企業のOEMが多いが、"SOUNDWARRIOR"ブランドで、コンシューマ向けにも展開している[39]。
- スタックス
- 須山歯研："FitEar"ブランドでカスタムIEMを製造・販売している。
- ソニー
- デノン
- 東芝エルイートレーディング（東芝ライフスタイル）：現在は"AUREX"ブランドとして製造・販売している。
- トクミ[40]
- ネイン[41]
- パナソニック：Technicsブランドも存在する。
- final：サブブランドに"ag"がある。旧ブランド名は、"final audio design"。
- フォスター電機：他メーカーへのOEM受託が中心。自社ブランド"FOSTEX"の名前でも製造・販売している。
- プレシードジャパン："AVIOT"ブランドで企画・開発・製造・販売している。
- ホシデン："SATOLEX"ブランドで製造販売している。
- ミースオーディオテクノロジ[42]
- ヤマハ
- ラディウス
- ローランド

その他にも、多摩電子工業や、電響社（Maxellブランド、旧・マクセルコンシューマー事業部）、エレコム等の電子機器メーカーも製造し販売している。

#### 海外
アルファベット順で並べる。
- 64 Audio
- AKG
- Apple：2014年にBeats Electronicsを買収し、"Beats by Dr. Dre"ブランドも展開している。
- AROMA
- Astell&Kern：他社との協業による製品も多い。
- Atomic Floyd
- Austrian Audio
- Bang & Olufsen
- beyerdynamic
- Bose
- Bowers & Wilkins
- Campfire Audio
- Creative Technology
- CRESYN：中高価格帯の製品は、"PHIATON"ブランドで販売している。
- Devialet
- DynamicMotion
- Earsonics
- Etymotic Research
- Fender：Aurisonics社を買収してイヤフォン業界に参入した。
- Fischer Audio
- Grado Labs
- Herman/Kardon
- HiFiMAN
- JBL
- JH AUDIO
- JLab Audio
- KB ear
- KEF
- Klipsch
- Koss
- KZ
- Mackie
- Marshall
- Master & Dynamic
- Monster
- Nixon
- Noble Audio
- OPPO Digital：音響製品は中国のOPPO本社から分離したアメリカの子会社で開発される。
- Ortofon（英語版）
- Ostry
- Philips
- Plantronics
- Rooth
- Samson Technologies
- Sennheiser：世界で初めてオープンエア型ヘッドフォンを開発した。
- Shokz：旧ブランド名は"AfterShokz"。
- Shure
- Skullcandy
- SMS Audio（英語版）
- SOL REPUBLIC
- Soul Electronics（旧：SIGNEO USA）
- Sudio
- Ultimate Ears
- Ultrasone
- Unique Melody
- Urbanista
- V-MODA
- Westone
- 水月雨（Moondrop）

### 過去
- アイワ（初代法人、現：ソニーマーケティング）：2002年にソニーに吸収され、2008年製造販売終了。
- RHA：アメリカのSonosに買収された[43]。
- イメーション（現： オージン）：2007年にTDKの記録メディア販売事業を買収、"TDK Life on Record"ブランドで製造・販売していたが、2015年に撤退。
- エレガアコス
- オンキヨー：開発・製造は主に子会社のオンキヨー&パイオニアテクノロジー（後のオンキヨーホームエンターテイメント）が行っていたが、2022年5月のオンキヨーホームエンターテイメントの経営破綻に合わせる形で完全撤退。
- TTR："茶楽音人"（さらうんど）ブランドで製造販売していたが、2023年12月に撤退した[44]。音茶楽とは協業関係にあった[45]。
- 東芝：開発・製造は主に子会社の東芝エルイートレーディングが行っており、現在は"Aurex"ブランドのオーディオ製品のみ製造・販売している。
- パイオニア（後のオンキヨー&パイオニア Pioneerブランド → オンキヨーホームエンターテイメント Pioneerブランド）：開発・製造はかつては主に子会社の東北パイオニアが行っていたが後に開発・製造はオンキヨー&パイオニアテクノロジーを経てオンキヨーホームエンターテイメントが行っていた。上記のオンキヨー同様、2022年5月のオンキヨーホームエンターテイメントの経営破綻に合わせる形で完全撤退。
- FURUTECH：ヘッドフォンは"ADL"ブランドで製造・販売していた。